# نيكولاي ريمسكي كورساكوف

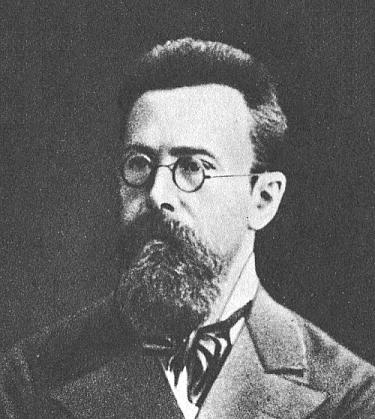
ريمسكي كورساكوف

نيكولاي ريمسكي-كورساكوف (بالروسية:Никола́й Андре́евич Ри́мский-Ко́рсаков)؛ (18 مارس 1844 في تيخفين بالقرب من سانت بطرسبرغ - 21 يونيو 1908 في لوغا) كان ملحنًا روسيًَا.
درس نيكولاي بين عامي 1856 و1862 في الأكاديمية البحرية في سانت بطرسبرغ. انضم بعدها إلى مجموعة من الموسيقيين الذين عُرفوا فيما بعد باسم الخمسة. كان له الفضل في التعريف بالمدرسة الموسيقية الروسية في المعرض الدولي الذي أقيم في باريس (1889 م). تجلت من خلال أعماله الأوركسترالية موهبته في ضبط الإيقاعات (افتتاحية عيد الفصح الروسي، شهرزاد). عدا بعض الكونشرتوهات للبيانو (1882 م) وبعض المقطوعات لموسيقى الحجرة، كان اهتمامه ونشاطه منصبا على الأعمال الأوبرالية، فأبدع فيها، اقتبس مواضيعه من الميثولوجيا الروسية الصابئة (ما قبل فترة دخول المسيحية)، حاول أن يعود بالموسيقى إلى الأصول الشعبية (الأغاني الفولكلورية والأناشيد الدينية الأرثوذكسية)، وكان ذلك أحد مبادئ مجموعة الخمسة (كانت تضم جملة من المؤلفين الروس المقيمين في باريس) والتي كان عضوا فيها. أكثر تأليفه شهرةً هي الموسيقى المعروفة بشهرزاد وأسّسه على كتاب ألف ليلة وليلة. وتلك المقطوعة الموسيقية هي التي تسمعها في معظم الأعمال الفنية التي تجسد قصص ألف ليلة وليلة في الشرق الأوسط والعالم.

## حياته

### 1844-1871

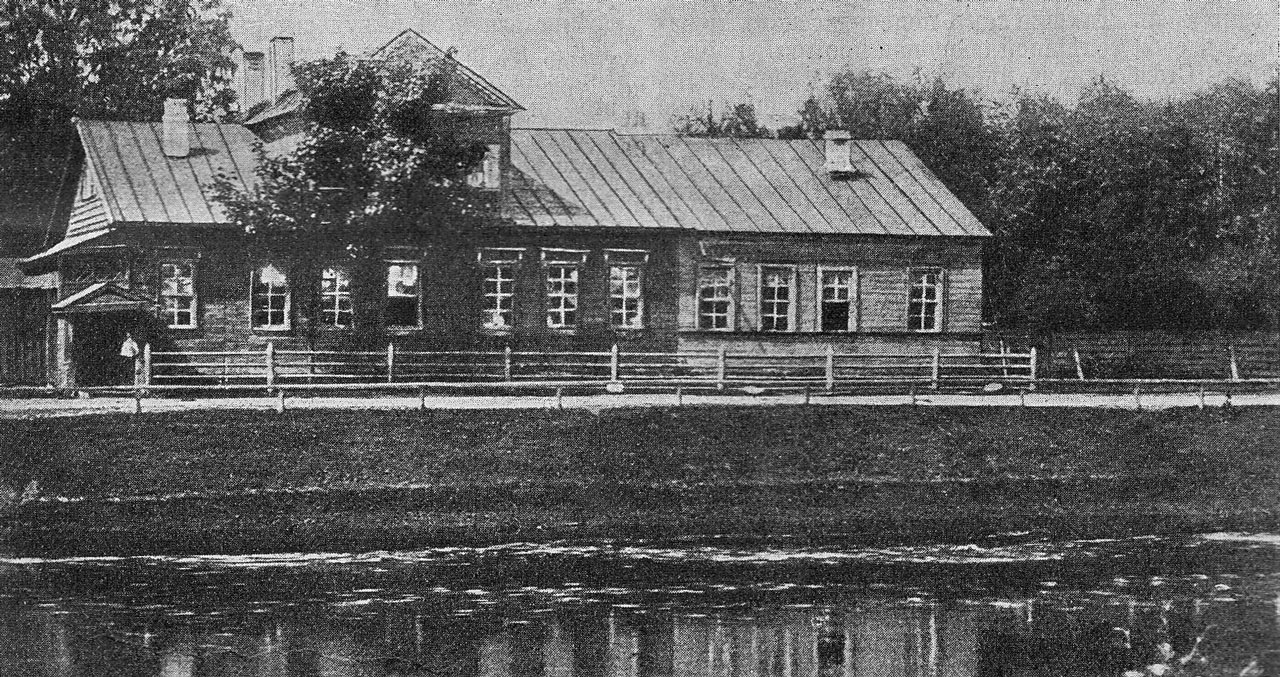
محل ميلاد ريمسكي-كورساكوف في تيخفين

ولد نيكولاي أندريفتش ريمكسي-كورساكوف في تيخفين في منطقة نوفجورود في 18 مارس 1844. انحدر من أسرة بحرية وعسكرية مميزة، وأبوه كان حاكم مدني لحكومة فولين، لكن كلتي جدتيه كانتا من أصل متواضع، فكانت إحداهما ابنة قس والأخرى مزارعة، ومنها ادعى أنه ورث حبه للأغاني الشعبية وحبه للاحتفالات الدينية. ومنذ سن السادسة تلقى دروسا في البيانو من عدة مدرسين محليين، حيث تعلم في الغالب فانتازيات سهلة على ألحان للأوبرا المعاصرة، لكن أعمق انطباعاته الموسيقية جاءت من بعض إعدادات من أوبرا جلينكا «الحياة للقيصر»، التي وجدها في منزله، وموسيقى بورتنيانسكي التي سمعها في دير قريب. وقبل مرور وقت طويل شعر بالإغراء للتأليف، وكانت واحدة من أوائل مؤلفاته «افتتاحية» للبيانو في إيقاعات أسرع بتقدم. لكن قلبه لم يركز على الموسيقى لكن على مشوار في البحرية عند تشجيع أخيه، الذي كان يكبره ب22 عام. وتباعا في نهاية يوليو 1856 أخذه والده لسانت بطرسبرغ للالتحاق بكلية سلاح البحرية؛ اجتاز امتحان القبول في 20 أبريل 1862، بعد عدة أشهر من تعيين أخيه في الإدارة.

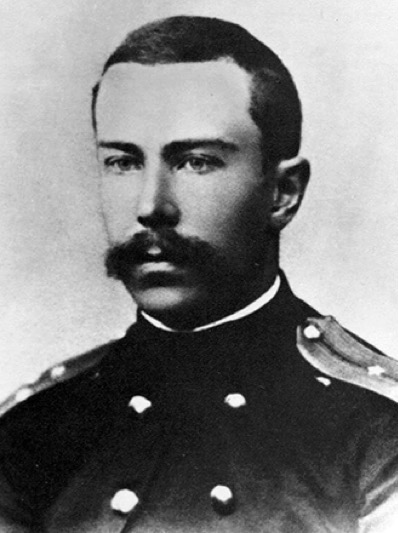
ريمسكي-كورساكوف وهو ضابط في البحرية

أثناء تواجده في الكلية البحرية، واصل ريمسكي-كورساكوف تلقيه دروس البيانو، لكنه لم يكن مهتما بالألة كوسيلة لإعادة التقاط مباهج الأوبرا. أصدقاء العائلة اصطحبوه إلى المسرح ليرى ويسمع أعمال روسيني وفيبر، ومايربير وجلينكا (الذي كان لا يزال مفضلا لديه). أول أوبرا له في أوائل 1857 كانت «إندرا» لكن كانت الأوركسترا هي الأهم لديه. معرفته الأولى الحقيقية للموسيقى السمفونية جاءت اثناء موسم 1859-1860، حين سمع سمفونيتين لبيتهوفن وافتتاحية «حلم ليلة صيف» لمندلسون، رغم أنه لم «ينبهر» بأي من هذه الأعمال مثلما شعر عند سماع tota aragonesa لجلينكا. وفي الوقت نفسه (خريف 1859) وجد مدرس بيانو ملهم وهو «تيودور كانيل» الذي ساهم كثيرا في تشكيل ذوقه، وفطمه من أثر الإيطاليين، فشجعه على دراسة بيتهوفن وشومان ومندلسون وشوبان وفوجات باخ، وشارك حبه لجلينكا. كانيل ساعد الفتى على حفظ الكورال، ليؤلف تنويعات وحتى حركة سوناتا؛ كانت دراسته غير نظامية. لكن حتى عند توقف دروس البيانو، بعد عام، دعى كانيل تلميذه لزيارته أسبوعيا للعزف معه كدويتو والتحدث عن الموسيقي. والأهم في ديسمبر 1861 عرفه على بلاكيريف وسيزار كوي ومسورجسكي، كل الثلاثة في أوائل سن العشرينات لكن بالفعل كانوا معروفين كمؤلفين.

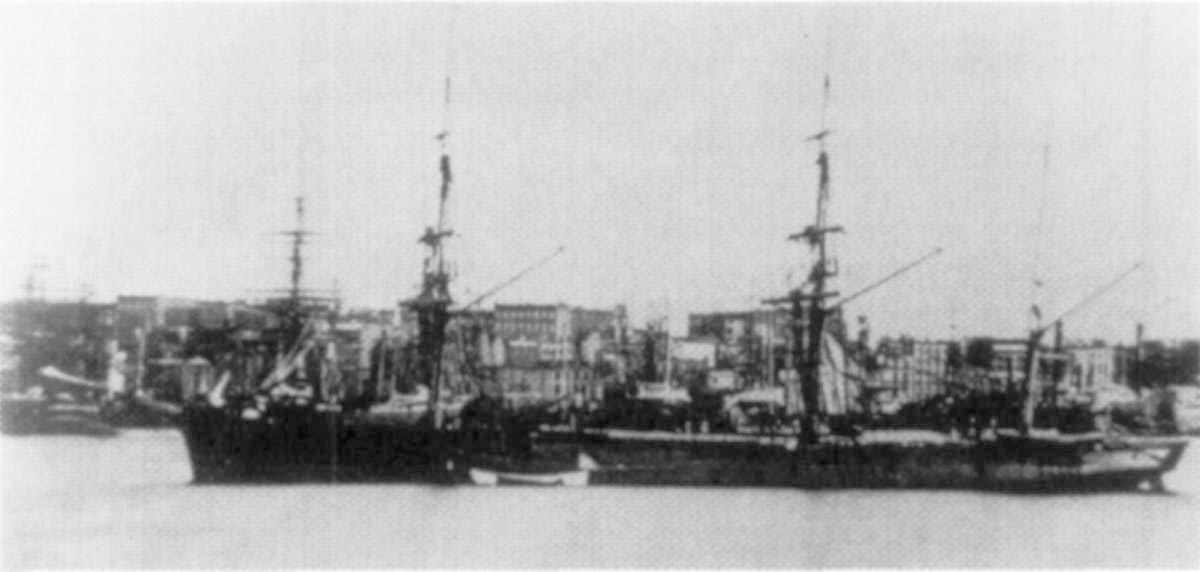
السفينة الحربية الروسية "ألماظ" في ميناء نيويورك عام 1863. عمل ريمسكي-كورساكوف ضابط على هذه السفينة، ولاحقا كتب عن هذه الجولة

وقع ريمسكي-كورساكوف كليا تحت أسر بلاكيريف الذي بدوره اكتشف موهبة الشاب. وبعد أن بداية سمفونية في مقام بي بيمول صغير، أصر أن يكملها ريمسكي-كورساكوف؛ فأكمل الحركة الأولى في شهر والتوزيع الأوركسترالي بدأ تحت توجيه بلاكيريف؛ وكتب الاسكرتزو والحركة الختامية خلال أوائل أشهر عام 1862. لكن حدثت أزمة في أبريل حين تخرج ريمسكي-كورساكوف ورفض أخوه بشكل يعقل السماح له بالتخلي عن مهنته في البحرية، كما كان يرغب وقتها. ذهب بلاكيريف للقوقاز في الصيف؛ وتوقف عن تأليف السمفونية، وفي 2 نوفمبر أبحر مؤلفها في سفينة «ألماظ» في جولة استغرقت عامين ونصف أخذته إلى جريفساند حيث أكمل الحركة البطيئة من السمفونية، والبلطيق ونيويورك وريو دي جانيرو والبحر المتوسط. وحين عاد إلى روسيا في بداية مايو 1865 صار ضابط يتمتع احيانا بعزف وسماع الموسيقى. وأنقذه بلاكيريف بإعادته للموسيقى حين جدد اتصاله به، وجعله يكمل السمفونية؛ فكتب الثلاثية الناقصة في الاسكرتزو في أكتوبر. وأعاد توزيع السمفونية بالكامل تحت إشراف بلاكيريف، الذي قدم أول عرض لها في 31 ديسمبر في واحدة من حفلات «المدرسة الحرة للموسيقى» في سانت بطرسبرغ التي اقامها أثناء غياب ريمسكي-كورساكوف: وتلا ذلك عرض ثاني لها تحت قيادة كونستانتين ليادوف في مارس 1866.
ومهام ريمسكي-كورساكوف البحرية شغلت الآن ساعتين أو ثلاث في اليوم، فكان لديه وقت الفراغ للتأليف والحياة الاجتماعية في دائرة تضمنت الآن بورودين ودارجومزسكي ومطربة هاوية تدعى صوفي زوتوفا، كتب لها بعض أغنياته الأولى مصنف رقم 2 نشرها برنارد في صيف 1816. وتلا ذلك كتابة المزيد من الاغنيات مصنف رقم 3 ورقم 4، ثم عمل أوركسترالي آخر، «افتتاحية على ثلاثة ألحان روسية» على نسق افتتاحيات الأغنية الشعبية لبلاكيريف (عرضت في حفل المدرسة الحرة، في 23 ديسمبر 1866) وفي روح خفيفة كان أيضا يكتب رقصات رباعية على ألحان من «مارثا» و«هيلين الجميلة» التي عزفها في أمسيات الأحد في منزل اخيه، حيث كان يعتبر «عازف بيانو جيد»؛ لكن حسب المقاييس الاحترافية ليس كذلك، ولم يجرؤ قط على العزف أمام أصدقائه الموسيقيين.

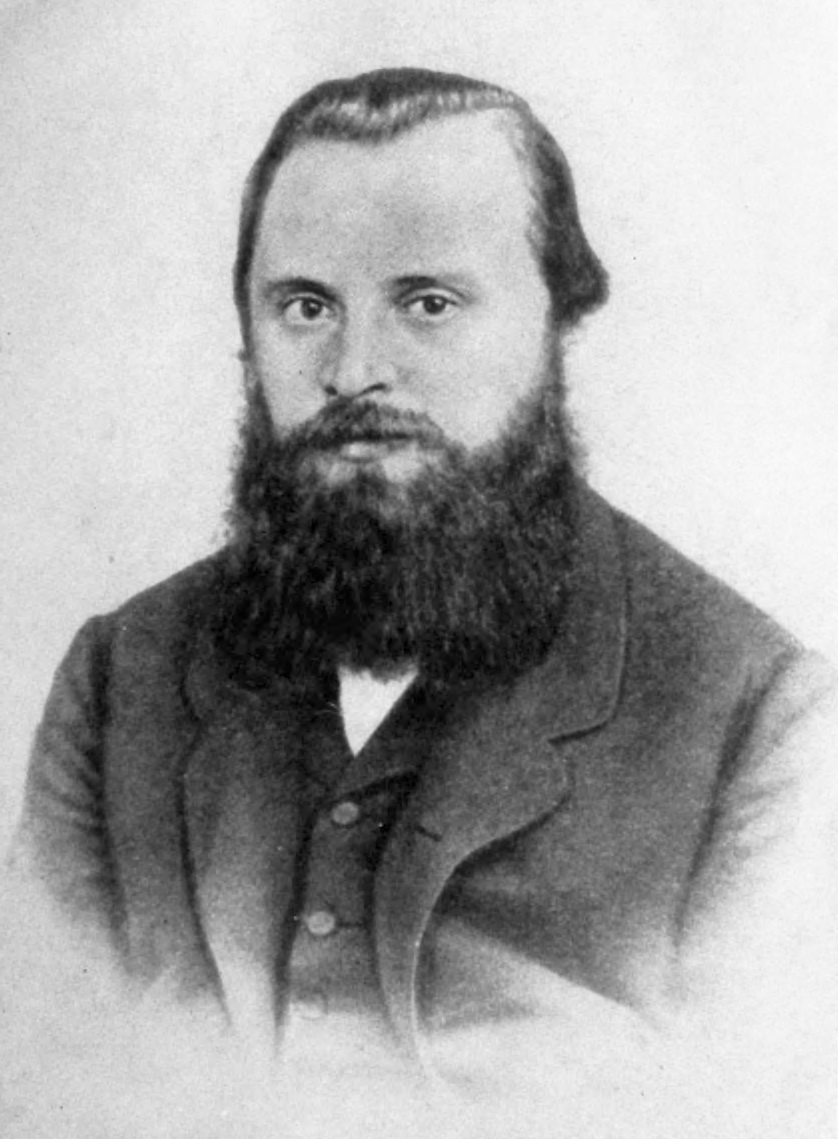
ميلي بلاكيريف شجع ريمسكي-كورساكوف على مواصلة التأليف

أعمال عام 1867 تضمنت بداية سمفونية في مقام سي الصغير التي تأثرت بوضوح بافتتاحية السمفونية التاسعة لبيتهوفن، و«فانتازيا أوركسترالية على ألحان صربية» كتبها في عجلة لحفل بلاكيريف لمناصرة الموسيقى السلافية في 24 مايو، و«صورة موسيقية» تعتمد على أسطورة سادكو تاجر نوفجورود، أكملها في 12 أكتوبر حيث كان التأثير الرئيسي هو «فالس مفيستو» لليست. زار برليوز روسيا آخر مرة من نوفمبر 1867 إلى فبراير 1868؛ كان مريضا، ورغم قصة سترافنسكي، لم يلتقيه ريمسكي-كورساكوف قط، لكن «السمفونية الخيالية»، التي عرضت في 7 ديسمبر، و«هارولد في إيطاليا»، التي أنهى بها برليوز حفله الأخير في 8 فبراير، انعكست مباشرة في سمفونية ذات برنامج بدأها ريمسكي-كورساكوف في 21 يناير «عنتر»، اعتمد فيها على قصة شرقية كتبها أوسيب سنكوفسكي (بارون برامبيوس). كل هذه الأعمال الأوركسترالية دونت للهورن والترومبت، كما وصف في كتاب «التوزيع الأوركسترالي» لبرليوز، وكلها أعيد توزيعها وأحيانا خضعت للمراجعة على الأقل مرة في السنوات الأخيرة. مع ذلك اعترف به بلاكيريف ودائرته بالفعل كموزع موهوب، مما أدى إلى طلب بلاكيريف منه تدوين مارش لشوبرت لحفل في مايو، وطلب منه سيزار كوي توزيع الكورال الافتتاحي ل«وليام راتلكيف»، ودراجومزسكي العليل (الذي توفي في يناير 1869) طلب منه مهمة تدوين «الضيف الحجري». في الوقت نفسه فكر كثيرا في مشروع أوبرا خاصة به تعتمد على دراما تاريخية ل«ليف ماي» وهي «غادة بشكوف». ولم يكد ينتهي من تأليف «عنتر» في 5 سبتمبر 1868 حتى بدأ في كتابة «غادة بشكوف»، قبل شهر أو شهرين من بدء صديقه مسورجسكي في كتابة «بوريس جادونوف». وأثناء شتاء 1871-1872 تشارك المؤلفات السكن في غرفة واحدة وعملا على كتابة الأوبرتين على نفس المائدة والبيانو، مسورجسكي في الصباح، وريمسكي-كورساكوف بعد الظهر.

### 1871-1881

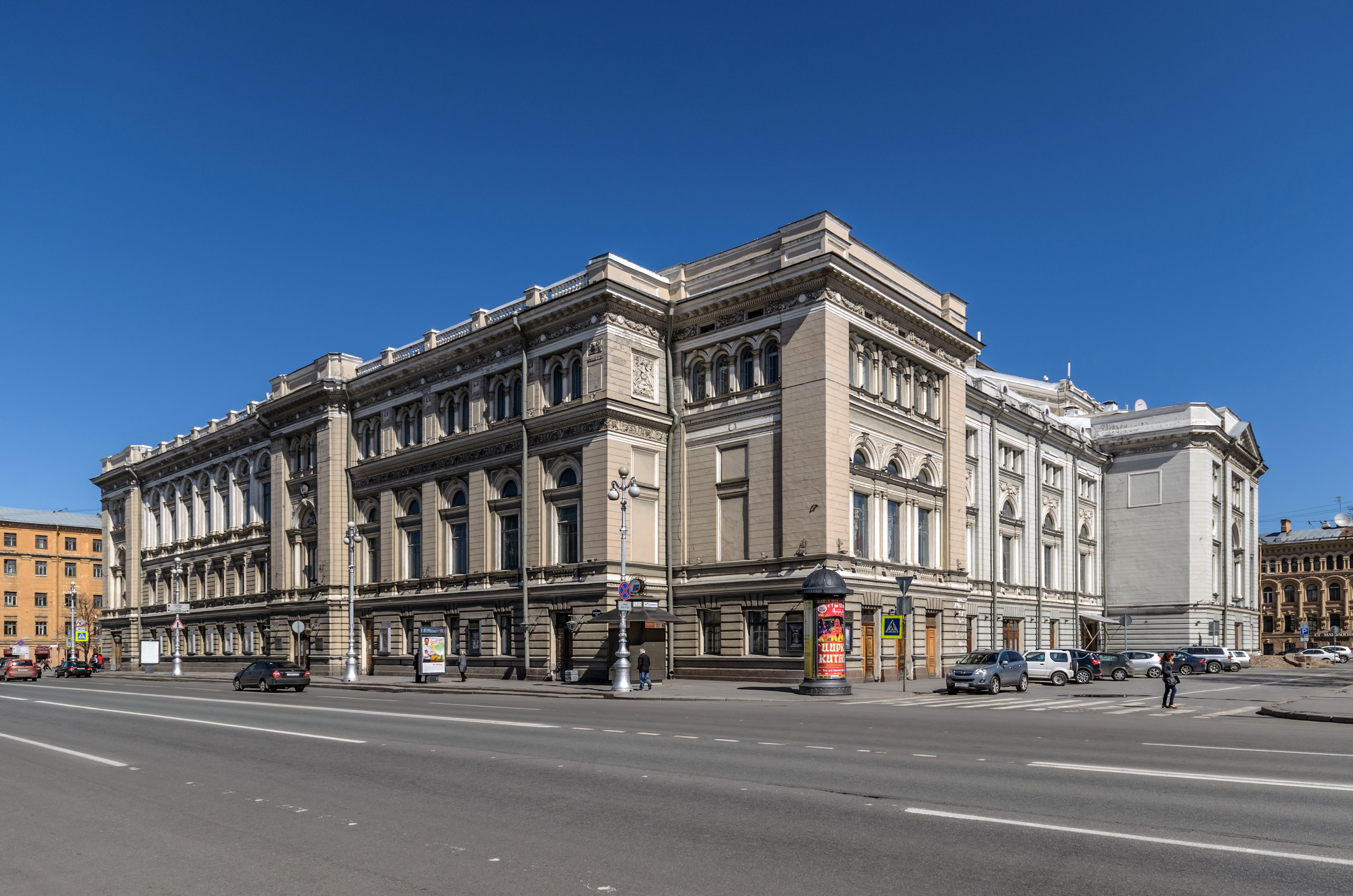
كونسرفتوار سانت بطرسبرغ، حيث عمل ريمكسي-كورساكوف بالتدريس من 1871 حتى 1906

قبل أن يكمل النوتة الكاملة ل«غادة بشكوف» مع الافتتاحية، في يناير 1827، اتخذ ريمسكي-كورساكوف خطوتين هامتين. في يوليو 1827، رغم جهله المذهل بالجوانب الفنية البدائية، قبل دعوة من ميكائيل أرانشفسكي، المدير المعين مجددا لكونسرفاتوار سانت بطرسبرغ، ليصبح أستاذ التأليف العملي والتوزيع الأوركسترالي وقيادة فصل أوركسترالي براتب سنوي 1000 روبل؛ وفي ديسمبر خطب ناديزدة بيرجولد، عازفة بيانو بارعة وموسيقية حاصلة على تدريب أفضل منه بكثير (تزوجا في 12 يوليو 1872) وقضيا شهر عسل ممتد في سويسرا وإيطاليا. كانت ناديزدة جميلة ومقتدرة وذكية، كانت مسئولة عن توزيعات البيانو المنشورة ليس فقط لأعمال زوجها لكن لبعض أعمال أصدقائه أيضا، وكان أثرها عليه لا يقل عن أثر كلارا على روبرت شومان.

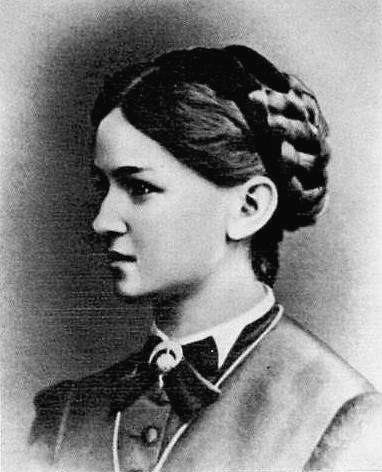
ناديزدة ريمسكايا-كورساكوفا، ولدت باسم بيرجولد، زوجة المؤلف

في فبراير 1872 أنتج «الضيف الحجري»، بتوزيع ريمكسي-كورساكوف، وربما كنتيجة مدير المسارح الإمبريالية فوض إليه التعاون مع كوي وبورودين ومسورجسكي في تأليف «أوبرا باليه» «ملادا»، رغم أن هذا لم يسفر عن شيء والمتعاونون استخدموا معظم موسيقاهم لأعمال أخرى. نشر بيسل «غادة بشكوف» في مدونة صوتية وأنتجت بنجاح على مسرح المارينسكي في 13 يناير 1873. بعد أربعة أشهر سمح للمؤلف بالاستقالة من التفويض؛ وبدلا من ذلك أول له صديقة وزير البحرية كراب منصب حكومي خاص كمفتش للفرق الموسيقية البحرية، الذي وفر له راتبا كبيرا. أثناء الصيف كتب معظم السمفونية الثالثة في مقام دو (كانت «عنترة» تعتبر الثانية، فقط عام 1897 أعيد تسميتها «متتالية سمفونية»). لكن هذا كان نهاية مرحلة التأليف الجاد لعدة سنوات. شرع ريمسكي-كورساكوف بحماس في معاينة الفرق الموسيقية البحرية والدراسة العملية لآلات موسيقية متنوعة، وآليتها وتقنياتها؛ ووضع بحثا كبيرا عن التوزيع الأوركسترالي، وهو مشروع تخلي عنه وعاد إليه عدة مرات في وقت لاحق من حياته لكن تركه دون إنهائه عند وفاته؛ علم نفسه الهارموني من الكتاب النصي لتشايكوفسكي والكونترابنط من شيروبيني وبيلير مان بالنجاح الذي ظهر في ست فوجات للبيانو سنة 1875 (نشرها بيسل كمصنف رقم 17) والفقرات الكثيرة في قالب الفوجة في رباعية وترية من نفس العام (مصنف رقم 12)؛ وبدأ مشواره الذي لم يكن ناجحا كمايسترو في 2 مارس 1874 مع حفل خيري، البرنامج يشمل سمفونيته في مقام دو الكبير. في العام التالي خلف بلاكيريف كمايسترو في حفلات المدرسة الحرة، حيث قدم العرض الأول في روسيا للآريات من «آلام المسيح وفقا لإنجيل متى» لباخ، عام 1876، ومقتطفات من قداس في مقام سي الصغير و«شمشون» لهاندل (وزعها بنفسه ومن بعض طلابه في الكونسرفتوار). قام بأول مراجعاته ل«عنترة» و«غادة بشكوف» (في العمل الأخير أعاد كتابتها بالكامل)، وجمع مجلدين من الأغنيات الشعبية الروسية، حيث زودها بمصاحبات البيانو، وشارك مع بلاكيريف وليادوف في إعداد نسخة جديدة من مدونات أوبرات جلينكا.

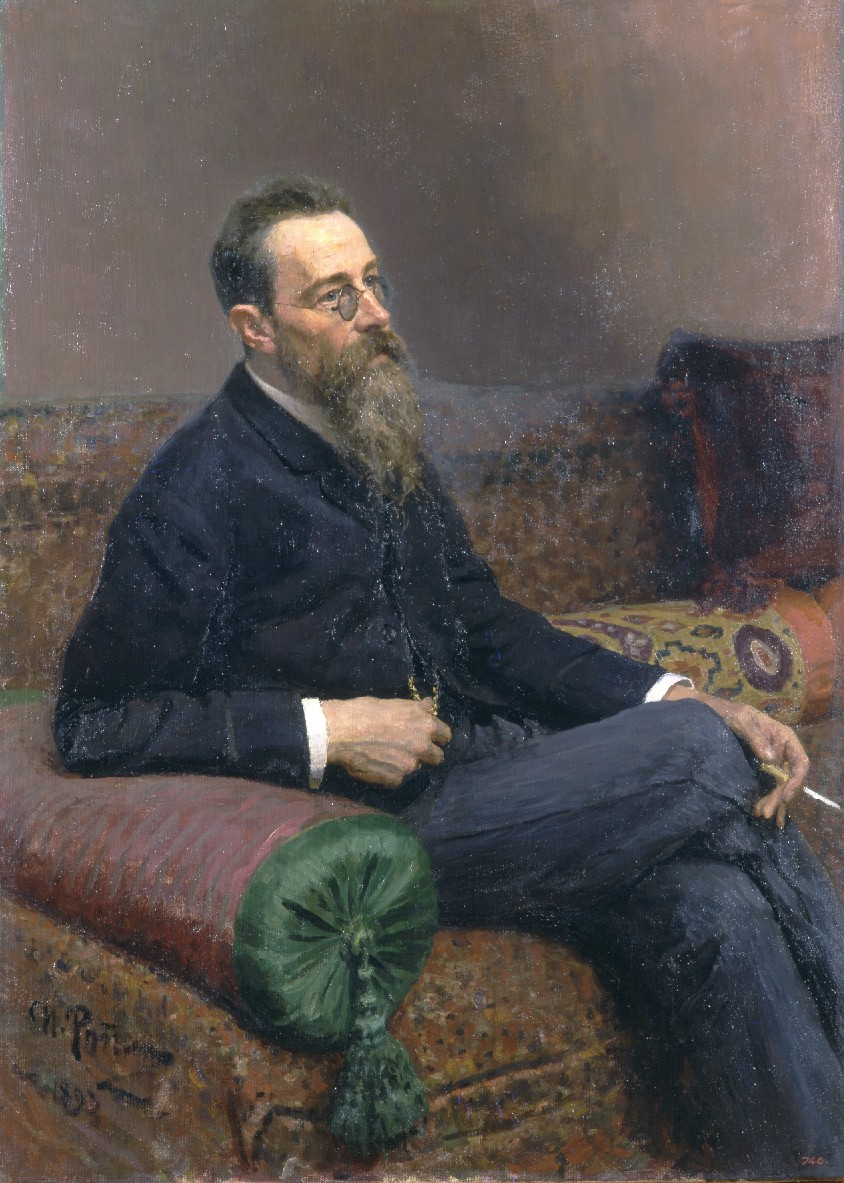
بورتريه لريمسكي-كورساكوف لإيليا ريبين

هذا الانشغال المكثف بالموسيقى الشعبية والتوزيع الشفاف لجلينكا كان له أثرا مريحا، ففي فبراير 1878 بدأ كتابة أوبرا بمصطلح لحني شعبي، مصاغة هارمونيا وأوركستراليا على أسلوب جلينكا، ومختلفة تماما عن «الجراند أوبرا» ل«غادة بشكوف»، كان هذا «ليلة مايو»، التي اعتمدت على واحدة من قصص قصيرة لجوجول عن الحياة الريفية في أوكرانيا، «أمسيات في مزرعة في ديكانكا»، التي اعتمد عليها تشايكوفسكي بالفعل في عمله «الحداد في كولا» ومسورجسكي «سوق سوروشنتسي». كان أول مقال لريمسكي-كورساكوف في هذا المزيج الرائع بين الخيال والكوميديا حيث دون معظم أعماله العظيمة وأنجحها. كتبت مباشرة في نوتة كاملة، أنهاها عدا الافتتاحية، في ثمانية أشهر، وأنتجت في مسرح مارينسكي في 21 يناير 1880، مع نابرافنيك مايسترو ودور رئيس القرية يغنيه فيودور سترافنسكي.
وفي أثناء هذا، خلال صيف 1879، كتب ريمسكي-كورساكوف رباعية وترية تعتمد كليا على ألحان شعبية روسية وبدأ ما وصفه ب«مقطوعة أوركسترالية» للشخصية الخيالية في مقدمة بوشكين ل«روسلان ولودميلا» (حيث وصف الشاعر كل الشخصيات الهامة للفلكلور الروسي، مثل الساحرة بابا-ياجا، التي قدم اسمها أول الأمر للمقطوعة الأوركسترالية). كتبت الرباعية على هذا النحو رغم أول ثلاث حركات راجعها لاحقا ووزعها ك«سمفونيتا على ألحان روسية»؛ اكتملت المقطوعة الأوركسترالية عام 1880 بعنوان «الأسطورة». في الحال بعد إنتاج «ليلة مايو» تصادف أن أعاد ريمسكي-كورساكوف قراءة المسرحية الخيالية لأوستروفسكي «عذراء الثلج» التي قدم لها تشايكوفسكي عام 1873 موسيقى تصويرية - سابقا لم ينجذب لها ريمسكي-كورساكوف؛ الآن أحبها بشدة.
منحه أوستروفسكي الإذن بمعالجة الليبريتو وقضى الصيف 1880 في أعماق الريف الروسي، حيث كتب الأوبرا في حالة من الإثارة الفائقة. كتب كل «عذراء الثلج» في نوتة قصيرة في ثلاثة أشهر، وبعد إكمال «الأسطورة»، النوتة الكاملة للأوبرا (حيث تخلى أخيرا عن آلات النفخ النحاسية) اكتملت في أبريل 1881؛ أنتجت في 10 فبراير 1882.

### 1881-1893

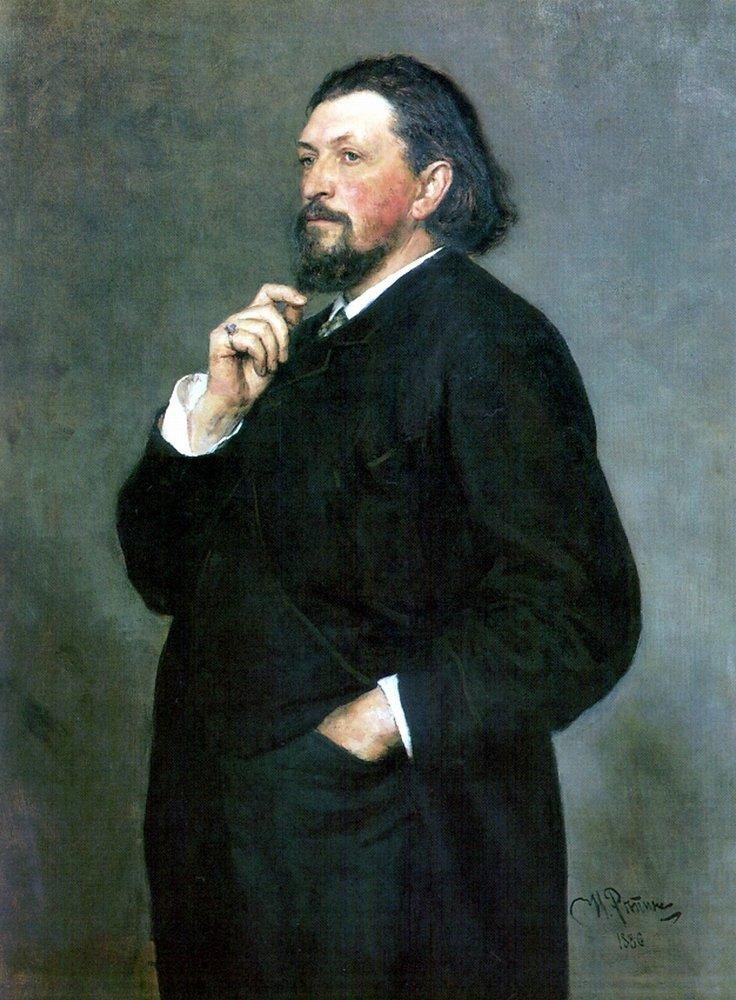
لوحة زيتية رسمها إيليا ريبين تصور متروفان بيلاييف مؤسس الحفلات السمفونية الروسية

بعد إكمال «عذراء الثلج» في أبريل 1881، ابتعد ريمسكي-كورساكوف عن التأليف لنحو عامين. فتوفي مسورجسكي في مارس 1881 وتولى صديقه القديم عناء كبير لترتيب مسوداته وإعدادها للنشر، التي في رأيه تطلبت «التصحيح» لاستخدام الهارموني لدى مسورجسكي و«تحسين» ألحانه وكتاباته الجزئية. أسوء جزء من المهمة كان النوتة الفوضوية لأوبرا «كوفانشينا»، التي شغلت ريمسكي-كورساكوف أساسا من ديسمبر 1881 حتى يوليو 1882، لكن كان هناك أيضا عدد من الأغنيات (بما في ذلك «أغنيات ورقصات الموت»)، ومقطوعات كورالية، ومقطوعات أوركسترالية ومقطوعات للبيانو - و«ليلة على الجبل الأجرد»، التي تركها مسورجسكي بأكثر من نسخة واحدة، أربكته مؤقتا وألزم نفسه بنوتتها المعروفة فقط عام 1886. تشتيت آخر من التأليف كان بسبب إدارة المدرسة الحرة للموسيقى، التي أقنع بلاكيريف بإكمال إدارتها في سبتمبر عام 1881. لكن أعمال مسورجسكي لم تكتمل قبل أن يجبر بشكل أو آخر على تولي مهمة رسمية أخرى. ففي فبراير 1883 تعين بلاكيريف مديرا موسيقيا للإبرشية الإمبريالية، مع ريمسكي-كورساكوف مساعدا له (ومن جهة أخرى ألغى الوزير الجديد منصب التفتيش في الفرق الموسيقية البحرية عام 1884). وفي نفس الوقت تقريبا كان بدأ الانجذاب لدائرة أخرى سرعان ما انشغلت في أنشطة أخرى. هذه دارت حول تاجر خشب شديد الثراء، وهو ميتروفان بيتروفتش بيلاييف، الذي كان عازف فيولا هاوي ومحب شغوف بموسيقى الحجرة حيث اجتمع في منزله موسيقيون شباب (معظمهم طلاب سابقين لريمسكي-كورساكوف، ليادوف وجلازونوف وآخرون) أمسيات الجمعة لعزف وسماع الرباعيات الوترية، بما في ذلك أعمالهم الخاصة. وبعد طباعة أعمالهم على حسابه الخاص وتأجيره الأوركسترات والقاعات لعرضها، وجد بيلاييف نفسه يصبح ناشرا موسيقيا وعام 1886، مؤيد لسلسلة منتظمة ل«حفلات سمفونية روسية»؛ في كل من هذين النشاطين كان ريمسكي-كورساكوف المستشار الموسيقي الرئيسي له. ومن هذا الوقت فصاعدا، نشرت شركته معظم أعمال ريمسكي-كورساكوف. صدمة أخرى كانت وفاة بورودين (فبراير 1887)، التي قدمت لريمسكي-كورساكوف ما اعتبره واجب إكمال وتوزيع «الأمير إيجور»؛ الذي واصل عمله بمساعدة جلازونوف.
منتصف ثمانينات القرن ال19 كان فترة فارغة إبداعيا. ومنذ بداية 1883 كتب حركة واحدة من كونشرتو البيانو على لحن روسي، ثم لم يكتب شيء له أهمية لنحو أربعة أعوام. راجع السمفونية الأولى وحولها لمقام مي صغير وأعاد توزيعها عام 1884؛ كما راجع وأعاد توزيع السمفونية الثالثة (1886)، لكنه سرعان ما تخلى عن كتابة سمفونية رابعة كان بدأها. وتكون إنتاجه الأصلي الكلي من 8 أغنيات (مصنف رقم 26 ورقم 27 أعوام 1882-1883)، وقليل جدا من الموسيقى الكنسية (1883-1884)، وكتاب نصي عن الهارموني لطلاب الإبرشية الإمبريالية 1884، وحركة من رباعية وترية 1886. الفانتازيا على لحنين روسيين للكمان والأوركسترا في نهاية 1886 كان عمل أكبر لكن ليس شديد الأهمية، لكن كان له نتائج هامة، فكتب مقطوعة مصاحبة مقترحة عن الألحان الأسبانية في صيف 1887 «الكابريشيو الأسباني» للأوركسترا فقط. كانت هذه دراسة في التوزيع لمؤلف ماهر حيث، كما أصر المؤلف، التلوين الآلي العبقري هو «أساس التأليف، ليس مجرد زخرفة». العمل في «الأمير إيجور» أجل تأليفه لأعمال أصلية للوقت الحالي، لكن خلال صيف 1888 أنتج ريمسكي-كورساكوف عملين أساسيين آخرين على غرار «الكابريشيو الأسباني» وهما المتتالية السيمفونية شهرزاد وافتتاحية «عيد الفصح الروسي» وهي افتتاحية على ألحان دينية. في السيرة الذاتية له، التي بدأ كتابتها بشكل عابر بالفعل، علق أن الكابريشيو وشهرزاد وافتتاحية احتفال عيد الفصح، «اختتمت مرحلة من عملي، في نهايتها وصل توزيعي الموسيقي إلى درجة كبيرة من المهارة والدفء دون تأثير فاجنر حيث قيدت نفسي للأوركسترا المكونة بشكل طبيعي التي استخدمها جلينكا». كانت هذه الأعمال في واقع الأمر أهم وآخر المؤلفات الأوركسترالية البحتة؛ وخلال آخر 20 سنة من حياته لم يكتب إلا مقطوعات قليلة للأوركسترا ومتتاليات أو توزيعات أخرى من أوبراته لتعرض في الحفلات الموسيقية.
النقط الفاصلة في حياة ريمسكي-كورساكوف الإبداعية، التي صار بعدها بشكل حصري تقريبا مؤلف أوبرا، كانت زيارة لفرقة «مسرح ريتشارد فاجنر» المتجولة التابعة لأنجيلو نيومان إلى سانت بطرسبرغ التي قدمت أربع حلقات من أوبرا «خاتم النيبلونج» بقيادة كارل مارك أثناء مارس 1889. حضر ريمسكي-كورساكوف كل البروفات مع جلازونوف، حيث تابعها بقراءة النوتة و«ذهل بتناول فاجنر للأوركسترا» هذا سرعان ما أثر على تناوله للأوركسترا هو كذلك. مباشرة قبل تجربة مشاهدته أوبرا «خاتم النيبلونج»، في الذكرى السنوية الثانية لوفاة بورودين، عرض مساهمته في عمل «ملادا» عام 1872 اقترح لريمسكي كورساكوف ليس فقط أن عليه توزيعها (الذي فعله العام التالي) لكن أن عليه كتابة عمل «ملادا» كامل خاص به، فراجع ووسع الليبرتو الأصلي بنفسه. كتابة «ملادا» قاطعتها زيارة لباريس لقيادة أوركسترا كولونيا في حفلين للموسيقى الروسية، بما في ذلك «عنترة»، وكونشرتو البيانو والكابريشيو الأسباني، في 22 و29 يونيو كجزء من المعرض العالمي المقام سنة 1889؛ مع ذلك الاسكتش الخاص بكتابة الأوبرا اكتمل في نهاية أغسطس. التوزيع الأوركسترالي أيضا قاطعه زيارة للغرب، لقيادة الأوركسترا في بروكسل في أبريل 1890، وأيضا بسبب مشاكل عائلية، استغرق سنة أخرى. أنتجت «ملادا» في 1 نوفمبر 1892، لكن لم تحقق نجاحا دائما؛ وصفها المؤلف نفسه بانها عمل «بارد - مثل الثلج» وتنبأ أنه على الأرجح سيكون آخر أعماله «تحت أي تقدير، آخر عمل هام». كان يخشى من اقتراب نهاية حياته الإبداعية، فشرع في تصفية أعماله. لكنه صنع نسخة ثالثة من مقطوعته الأوركسترالية «سادكو» (التي نشرت كالنسخة الثانية)، وبين أبريل 1891 وأبريل 1892، ووضع عام 1877 نسخة ثالثة من «غادة بشكوف»، اعتمادا على جوهر النسخة الأولى وتجاهل النسخة الثانية. وكتب قائلا: «أغلقت حسابي مع الماضي. لكن واحد من أكبر أعمالي في الفترة قبل» ليلة مايو«ظل في شكله الأصلي».
حقا في حالته النفسية التالية لم يرض عن أي شيء كتبه سوى «عذراء الثلج»، في موسيقى أصدقائه القدامى أو أصدقائه الجدد الأصغر سنا، أو في هذه الحالة بالكاد أي موسيقى أخرى. شعوره بالاكتئاب الذي حدث، ربما في المقام الأول عام 1890 بسبب إصابة زوجته وأحد أبنائه بمرض خطير، ووفاة والدته وابنه الأصغر، وبداية مرض طويل ومميت آخر الأمر أصاب ابنه الأصغر الثاني، زاد خلال 1891-1893، وهي فترة تعاقبت فيها الأزمات البدنية والعقلية تلو الأخرى بعد أن كاد يتخلى كليا عن الموسيقى - فبالكاد لمس البيانو لعام كامل - تحول لبرامج واسعة من قراءة علم الجمال والفلسفة والكتابة عن جماليات الموسيقى؛ لكن هذه المشاريع كانت تتم مقاطعتها باستمرار بسبب أعراض بدنية مزعجة تصيبه: اندفاع الدم للراس وتشوش كامل في الأفكار وفقدان ذاكرة متكرر وأفكار قرية غير سارة. كان التشخيص الطبي «وهن عصبي دماغي شوكي» فتخلى عن قيادة الحفلات السمفونية الروسية لبيلاييف وتخلى عن منصبه في الإبرشية الإمبريالية (رغم أن استقالته لم تصبح رسمية حتى يناير 1894).

### 1893-1908
نقطة التحول لريمسكي-كورساكوف جاءت في ديسمبر 1893 حين شجعته وفاة تشايكوفسكي على إجراء برنامج من أعمال صديقه في واحدة من الحفلات السمفونية الروسية (12 ديسمبر)؛ واصل قيادة باقي حفلات الموسم. الوفاة أيضا أزالت عائق لتأليف أوبرا عن موضوع جذبه طويلا: واحدة أخرى من قصص جوجول، «عشية عيد الميلاد»، التي اعتمد عليها تشايكوفسكي في عمله "الحداد فاكولا". وفي صيف 1894 وجدت أسرة ريمسكي-كورساكوف منزل جديد في الريف في منطقة جميلة في فيشاشا في إقليم لوغا، التي عادوا إليها بشكل متكرر. ذكر ريمسكي-كورساكوف في رسالة لستاسوف أنه انتهى من كتابة اسكتش لأكثر من نصف الأوبرا بالفعل. وبعد تلقيه رسالة من المؤرخ الموسيقي فنديزين، كان يفكر في كتابة أوبرا عن موضوع سادكو، "حيث أنوي أن أستخدم، ضمن أشياء أخرى، موسيقى من صورتي السمفونية"؛ بمساعدة ضيف في المنزل، هو "نيكولاي شتراب، الذي وضع بالفعل سيناريو مفصل سوف يأخذه شتراب إلى ستاسوف لنصحه. الأفكار الموسيقى ل"سادكو" كانت تتدفق بالفعل في رأسه. لكن أولها "عشية عيد من الميلاد" لابد من إكمالها؛ حيث كانت حقا في اسكتش في نهاية أغسطس رغم الوعي المشل للمؤلف أن معظمها "بارد ومحاك من الذهن" وكان يخشى أنه خسر قوته الإبداعية للأبد. أعادت له "سادكو" ثقته بنفسه؛ الجزء الأكبر من اسكتش التأليف اكتمل خلال صيف 1895، رغم أن الإضافات للخطة التي اقترحها صديق جديد هو فلايديمر بيليسكي، الذي قدم الليبريتو لها، لم تؤلف حتى العام التالي. وأثناء هذا واصل ريمسكي-كورساكوف التوزيع الأوركسترالي. وكان مليئا بالأفكار حتى أنه في أكتوبر 1895 كتب جزء من الليبريتو ووضع اسكتش لبعض الموسيقى لمسرحية من فصل واحد هي «حلاق بغداد»، ومنها استخدم موسيقى الآريا الأولى لنور الدين التي أعاد استخدامها كترنيمة للشمس في أوبرا "الديك الذهبي".

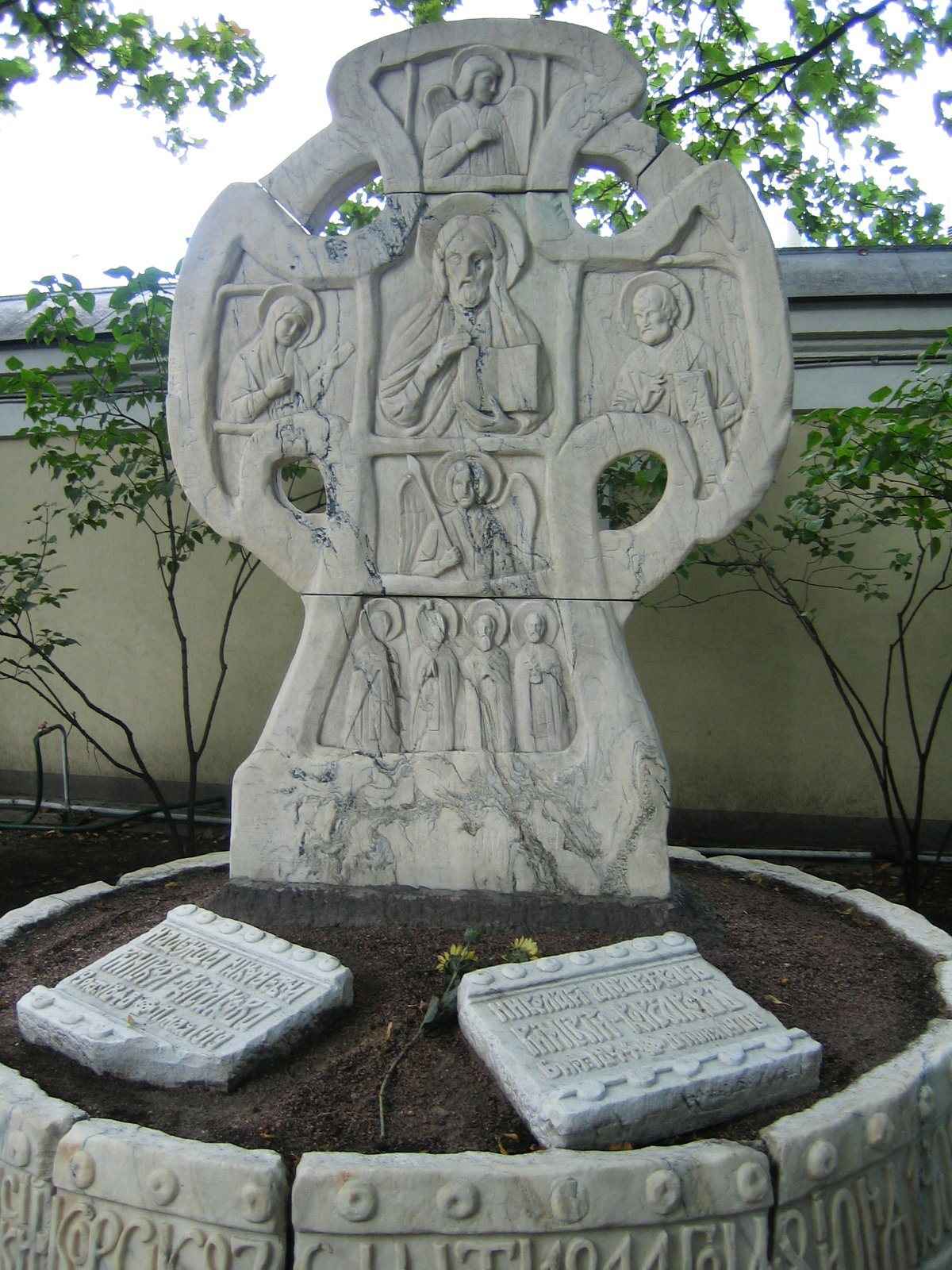
قبر رمسكي-كورساكوف في مقبرة تيخفين

«حلاق بغداد» على الأرجح وضعت جانبا لصالح إعدادات العرض الأول ل«عشية عيد الميلاد» في 10 نوفمبر، التي بقى ريمسكي-كورساكوف بعيدا عنها احتجاجا على التغييرات السخيفة التي فرضتها الأسرة الإمبريالية. لكن ما زالت سادكو دون إكمال، فالمؤلف كان مشغولا من ديسمبر حتى مايو 1896 مع مهمة تلقى عليها نقدا لاذعا، وهي إعادة كتابة وتوزيع اوبرا «بوريس جودونوف» لمسورجسكي، بعضها كان كتب بشكل عابر خلال 1892-1894. وأكمل النوتة الكاملة لسادكو في سبتمبر 1896. لكن لم ينجح عرضها على فسيفولزسكي مدير المسارح الإمبريالية وزملاءه؛ لأن إنتاج العمل كان معقدا وصعبا. وأخيرا نيكولاس الثاني نفسه، عند إخباره أن الموسيقى على غرار «ملادا» و«عشية عيد الميلاد»، شطب بنفسه سادكو من القائمة وأخبر فسيفولزسكي بإبدالها بعمل أكثر بهجة. الابتعاد الناتج عن المسارح الإمبريالية، الذي دام حتى إقالة فسيفولزسكي عام 1899 كان سيؤدي إلى عواقب خطيرة لولا مجئ الإنقاذ في القطاع الخاص. صاحب السكة الحديد سافا مامونتوف، راعي الموسيقى والرسم والمسرح قام بتمويل «دار الأوبرا الروسية الخاصة» في موسكو، مع مطربين مثل شاليابين ونادزدة زابيلا-فوبل (سوبرانو مميزة اعتبرها ريمسكي-كورساكوف النمط الأمثل لمطربة الأوبرا)؛ بالفعل وضع النسخة الجديدة من «غادة بشكوف» في مسرح سولودوفنيكف مع شاليابين في دور إيفان الرهيب (24 ديسمبر 1896). في يونيو 1897 مستشار مامونتوف، الناقد سيميون كراجليكوف، دعى ريمسكي-كورساكوف أن يرسل له نوتة سادكو، مع نتيجة إنتاجها في 7 يناير 1898؛ عوض عن هذا الأداء الضعيف عرض آخر بارع بعد شهرين حين قدمت الفرقة موسما قصيرا في القاعة الكبرى لكونسرفتوار سانت بطرسبرغ.
الفترة بين رفض سادكو وإنتاج مامونتوف لها، خاصة صيف 1897، كان منتج بشكل فائق. ريمسكي-كورساكوف كان الآن مهووس بالكتابة الصوتية، فكتب ما لا يقل عن 40 أغنية، وأيضا أوبرا صغيرة، تلحين «التراجيديا الصغيرة» لبوشكين «موتسارت وسالييري»، كلها الجزء الصوتي تم تصوره في الأول، والخاص بالبيانو أو الأوركسترا لاحقا، عكس كامل للإجراء المعتاد قبل ذلك الوقت. كانتاتا «سويتزيانكا» ترجع إلى نفس الفترة وعمل آلي بحت لم يهمل؛ كتب رباعية وترية ثانية في مقام صول وثلاثية للبيانو في مقام دو الصغير؛ كلاهما يعتبر عمل فاشل، وقام بمراجعة أخرى مع ذلك ل«عنترة»، التي كانت الآن في قالب «متتالية سمفونية» بدلا من سمفونية. هذه النسخة لم تنشر حتى 1913.
أعماله حتى سنة 1898 تضمنت مقدمة لغادة بشكوف التي حذفت من النسخ الأولى والثالثة والآن أعاد إنشائها بالكامل كأوبرا من فصل واحد، وأوبرا كاملة لموضوع كتبه ماي «عروس القيصر»، حيث كتب دور البطلة خصيصا لزابيلا-فروبل. نفذ هذا بالكامل، من الاسكتشات الأولى إلى النوتة الكاملة، بين فبراير و6 أكتوبر. أنتج مامونتوف «موتسارت وسالييري»، مع شاليابين في دور سالييري، في 7 ديسمبر. وتأجل عرض عروس القيصر حتى 3 نوفمبر 1899.
في ذلك الوقت كاد ريمسكي-كورساكوف أن يكمل أوبرا أخرى هي "حكاية القيصر سلطان"، (عن ابنه الأمير البطل الشهير والقوي "جفيدون سلطانوفتش"، والأميرة البجعة الجميلة")، مرة أخرى مع زابيلا-فروبيل في ذهنه كالبطلة. موسيقيا كانت في بعض الجوانب عودة لأسلوب «عذراء الثلج». لكن إنتاجها (3 نوفمبر 1900) تقريبا كان نهاية صلة ريمسكي-كورساكوف بأوبرا موسكو الخاصة. رحل شاليابين إلى المسارح الإمبريالية؛ واختفى مامونتووف نفسه من الساحة بعد فضيحة مالية في السكة الحديد، وترك التعاون بين الفنانين يستمر في حين افتتح في سانت بطرسبرغ مدير جديد للمسارح الإمبريالية المارينسكي لريمسكي-كورساكوف مرة أخرى. حتى نسيفولزكسي تصالح معه بإعادة إحياء «عذراء الثلج» في ديسمبر 1898؛ خليفته عرض سادكو بنجاح كبير في 8 فبراير 1901 أمام القيصر ومعظم الأسرة الإمبريالية.
لكن أول عمل جديد لريمسكي-كورساكوف على مسرح المارينسكي «سيرفيليا» في 14 أكتوبر 1902، محاولة متعمدة للابتعاد عن الموضوعات الروسية، لم يحقق نجاحا. حتى قبل إنتاجه، كان يفكر حتى بدأ في تجارب أوبرالية أخرى. واحد من الأعمال مأخوذ من جزء من الأوديسة كان في ذهنه منذ 1894؛ كتب «مقدمة-كانتاتا» «من هومر» ثم تخلى عن الفكرة. أيضا كان يفكر في الجمع بين «أسطورة المدينة الخفية كيتيج» مع قصة سانت فيفرونيا، رغم أنه وضعها جانبا لوهلة. لكنه أنهى عمل من فصل واحد هو «كاشتيشي الخالد»، الذي أنتجته فرقة مامونتوف السابقة في موسكو، 25 ديسمبر 1902)، وهو موضوع روسي عالجه بتقدم هارموني غير معتاد وتلوين قومي خفيف. وفي المقابل، عمل ميلودرامي كامل هو «بان فوييفودا» أكمله في 1903، وأنتجه في سانت بطرسبرغ، 16 أكتوبر 1904، ففرقة خاصة أخرى، هو مقال طويل غير ناجح بمصطلح قومي مختلف، عن بولندا؛ كان إهداء لشوبان، الذي أهداه في ذكراه.

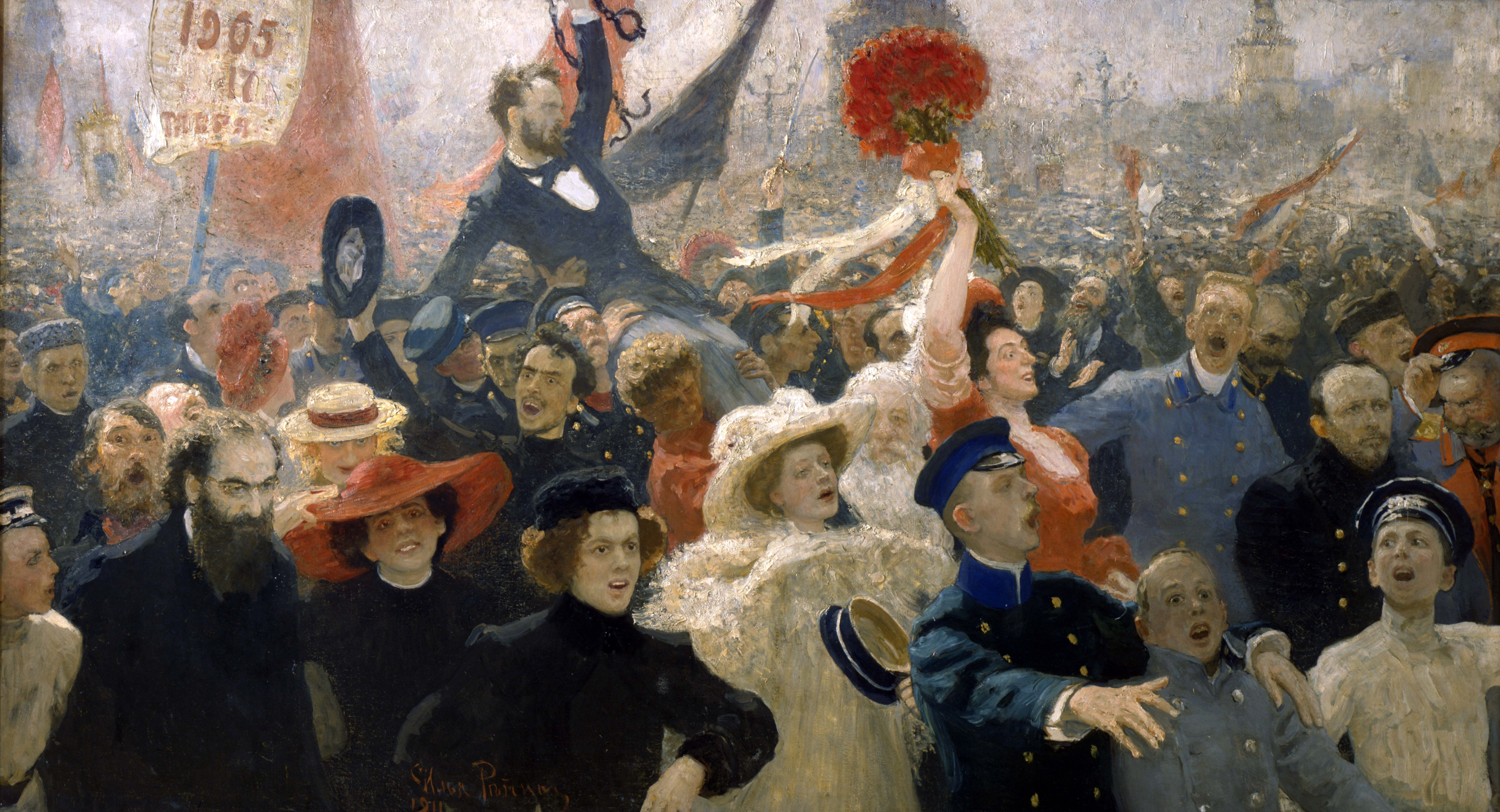
إيليا ريبين، 17 أكتوبر 1905

مع «أسطورة المدينة الخفية كيتيج»، الذي واصله مرة أخرى في مارس 1903، عاد ريمسكي-كورساكوف لموضوع روسي عميق، أثار خياله الإبداعي الخيالي لأعلى درجة. لكن قبل إكمال النوتة، في 11 فبراير 1905، تورط في أحداث أخرى مشتتة. المشكلات السياسية والسخط الذي تكون طويلا، كان يتعلق طبيعيا بالطلاب في الكونسرفتوار، وصل لأوجه في «الأحد الدموي» 22 يناير، حاول ريمسكي-كورساكوف تهدئة الطلاب لكن أيد بصرامة القضية؛ في 18 فبراير ظهر علنا رسالة للصحافة تطالب إصلاحات سياسية وقعها جريتشانينوف وتانييف ورخمانينوف وشاليابين و25 موسيقي رائد آخر؛ في 1 أبريل، «أحيط الكونسرفتوار بالشرطة سائرين وراكبين»، نشر رسالة مفتوحة للمدير، طالبه السابق بيرنارد، ايد الطلاب المضربين وهاجم «دائرة النخبة» للجمعية الموسيقية الروسية التي سيطرت فعليا على المؤسسة. استقال برنارد الجبان، لكن في 5 أبريل اقيل ريمسكي-كورساكوف. وتلا ذلك أحداث استثنائية أخرى. في 9 أبريل عرض الطلاب ل«كاشتشي»، بقيادة جلازونوف تلا ذلك ليس بحفل قصير، كما كان مقررا، لكن بامظاهرة سياسية حادة للمؤلف. نتيجة هذا، منعت الشرطة عرض موسيقاه مؤقتا.
ذهب ريمسكي-كورساكوف إلى فيتشاشا للصيف، وأكمل سيرته الذاتية التي واصلها عام 1904 بعد توقف 11 سنة، بدأ تحليل لحني ل«عذراء الثلج» وكتب جزءا كبيرا من كتابه عن التوزيع الأوركسترالي. كما فكر في أوبرتين، واحدة عن موضوع قديم «السماء والأرض» لبايرون، التي لم يكتبها، وأخرى عن موضوع جديد، عن الثائر في القرن السابع عشر «ستينكا رافن»، التي اقترح فيها إدخال ألحان محبوبة لدى ثوار عصره. أحدها «عصا البلوط الصغيرة»، وزعها في أكتوبر لكن تخلى عن «ستينكا رافين» في ديسمبر. مع زيلوني والآخرين فكر في إقامة مدرسة موسيقى خاصة في سانت بطرسبرغ، لكن في النهاية أعيد افتتاح الكونسرفتوار مع تكوين أكثر حرية، الأساتذة الذين أقيلوا أو استقالوا تعاطفا تلقوا دعوة بالعودة وفي ديسمبر انتخب جلازونوف مديرا.
انشغل ريمسكي-كورساكوف جزئيا عام 1906 مع نسخة جديدة من «بوريس جودونوف» حيث أعاد الأجزاء المحذوفة لسنة 1896 (العام التالي كتب فقرتين إضافيتين لمشهد التتويج، في إنتاج باريس). في 4 سبتمر في ريفا على بحيرة جاردا، اكمل سيرة الذاتية ولم يمر وقت طويل على عودته إلى روسيا حتى دون في 28 أكتوبر اللحن الافتتاحي لأوبرا "الديك الذهبي" التي اعتمدت على قصة للحوريات ساخرة لبوشكين عن الحكم الأوتوقراطي الغبي. بيلسكي كاتب الليبرتو لسادكو والقيصر سلطان وكيتيج، زود بمهارة اشعار بوشكين. كتابة "الديك الذهبي كانت سلسلة، رغم أنها قاطعتها بروفات المارينسكي ل"كيتيج" التي أنتجت في 20 فبراير 1907، وزيارة لباريس في شهر مايو ليقود جزء من الخمس حفلات الروسية التاريخية التي أعدها دياجيليف. نوتة "الديك الذهبي" اكتملت في 11 سبتمبر. لكن الليبرتو تسبب في مشكلات لانهائية مع الرقابة، التي خيمت على آخر ثلاثة أو أرعة أشهر لحياة ريمسكي-كورساكوف. هذه الصعوبات على الأرجح زادت من الأزمة القلبية التي توفي بسببها في 21 يونيو 1908 في لوينسك. عرضت أوبرا "الديك الذهبي" لأول مرة من فرقة أوبرا زيمين على مسرح سولو دفنيكوف بموسكو في 7 أكتوبر 1909.

## هوامش
1. ↑   https://ria.ru/20140318/999176205.html. {{استشهاد ويب}}: |url= بحاجة لعنوان (مساعدة) والوسيط |title= غير موجود أو فارغ (من ويكي بيانات) (مساعدة)
2. ↑  MusicBrainz (بالإنجليزية), MetaBrainz Foundation, QID:Q14005
3. ↑  The New Grove: Russian Masters 2, 1:5
4. ↑  The New Grove: Russian Masters 2, 5:10
5. ↑  The New Grove: Russian Masters 2, 10:15
6. ↑  The New Grove: Russian Masters 2, 15:23

## روابط خارجية
- نيكولاي ريمسكي كورساكوف على موقع IMDb (الإنجليزية)
- نيكولاي ريمسكي كورساكوف على موقع الموسوعة البريطانية (الإنجليزية)
- نيكولاي ريمسكي كورساكوف على موقع ألو سيني (الفرنسية)
- نيكولاي ريمسكي كورساكوف على موقع ميوزك برينز (الإنجليزية)
- نيكولاي ريمسكي كورساكوف على موقع أول موفي (الإنجليزية)
- نيكولاي ريمسكي كورساكوف على موقع قاعدة بيانات برودواي على الإنترنت (الإنجليزية)
- نيكولاي ريمسكي كورساكوف على موقع إن إن دي بي (الإنجليزية)
- نيكولاي ريمسكي كورساكوف على موقع أول ميوزيك (الإنجليزية)
- نيكولاي ريمسكي كورساكوف على موقع ديسكوغز (الإنجليزية)
- نيكولاي ريمسكي كورساكوف على موقع قاعدة بيانات الفيلم (الإنجليزية)

## المصدر
The New Grove Russian Masters 2: Rimsky-Korsakov, Skryabin, Rakhmaninov, Prokofiev, Shostakovich (Composer Biography Series) June 1, 1986. ISBN 0393301036